# 沃恩·琼斯

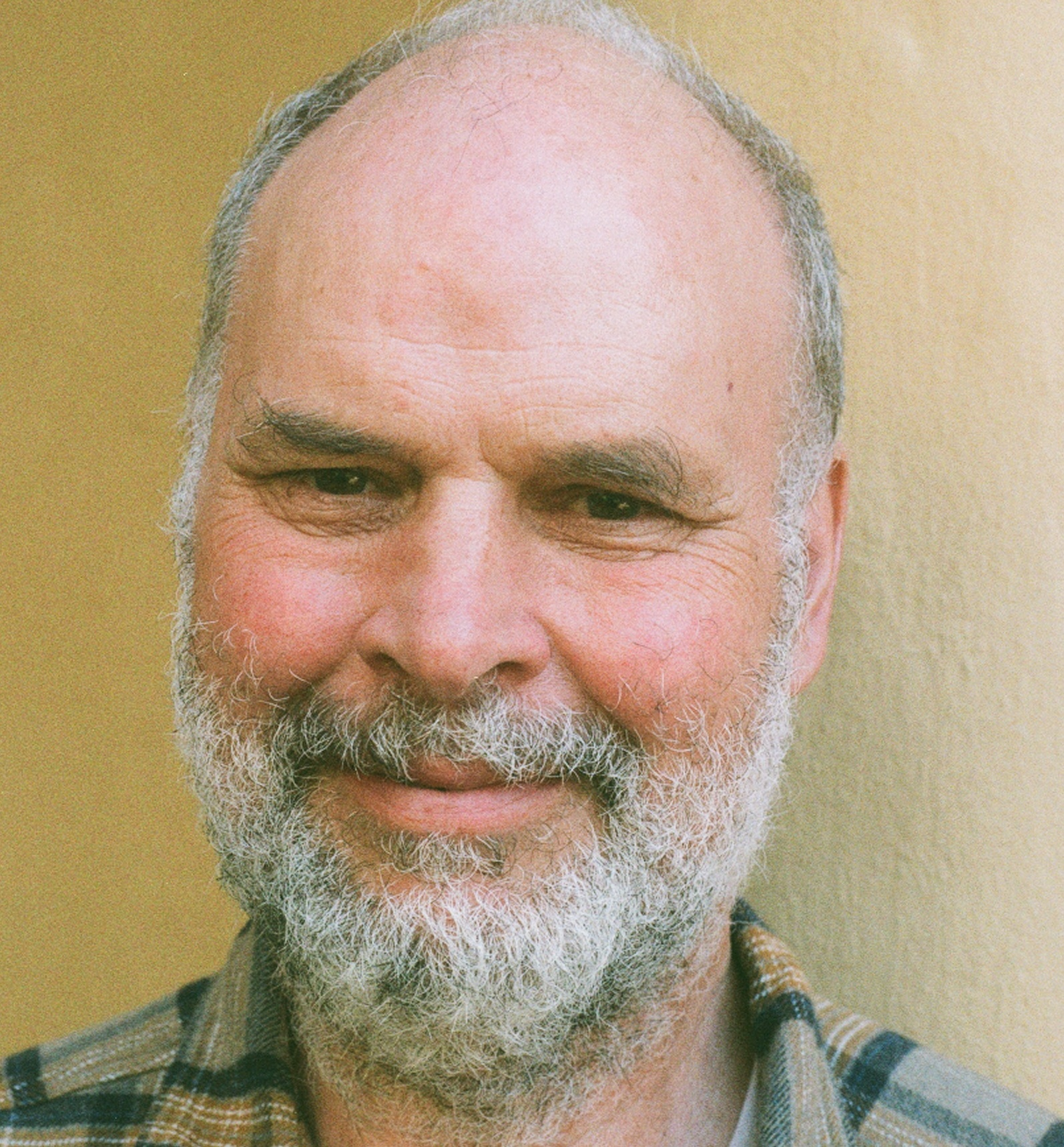
琼斯於2018年

沃恩·弗雷德里克·兰德尔·琼斯（Sir Vaughan Frederick Randal Jones，1952年12月31日—2020年9月6日）是一位新西兰美国数学家，以在冯·诺依曼代数和扭结多项式上的研究而闻名。1990年他被授予菲尔茨奖，并且他因为在京都举行的颁奖典礼上穿了新西兰国家橄榄球队的球衣而闻名。

## 生平
沃恩·琼斯在新西兰吉斯伯恩出生，在新西兰剑桥长大。他在奥克兰文法学校读完初高中。之后他进入新西兰奥克兰大学深造，并在1972年和1973年相继获得本科和硕士学位。之后琼斯于1979年在瑞士日内瓦大学获得博士学位，导师为André Haefliger，博士论文题目为Actions of finite groups on the hyperfinite II1 factor。1980年开始琼斯定居美国，1980-1981年间在加州大学洛杉矶分校、1981-1985年间在宾夕法尼亚大学任教。之后琼斯被聘任为加州大学伯克利分校数学教授。
琼斯在扭结多项式上的研究成果现被称为琼斯多项式。但这项研究源自于一个从未有人预料到的来自冯·诺依曼代数的分析学分支，这个分支之前被大多数人认为在阿兰·科纳的研究下已被完善。琼斯多项式为扭结理论的数个经典问题以及一些低维拓扑学问题都提供了答案。
2011年开始琼斯在范德堡大学担任数学教授。 此外他还在他从1985年就开始任教的加州大学伯克利分校保留着退休教授的名号。 琼斯还是新西兰奥克兰大学的知名校友教授。
琼斯还于1992年被选为世界扭结大会的终身副主席。

## 荣誉
- 1990 – 获得菲尔茨奖。
- 1990 – 当选皇家协会会员。[5]
- 1991 – 获得新西兰皇家协会颁发的卢瑟福奖。
- 1992 – 成为澳大利亚科学院会员。
- 1992 - 获得加州大学伯克利分校的米勒教授称号。
- 2002 – 在英女王的生日上被颁发新西兰荣誉勋章，以表彰他对数学领域的贡献。[6]
- 2009 – 获颁新西兰骑士勋章。[7]
- 2012 – 成为美国数学学会会员。[8]

## 出版作品
- . Memoirs of the AMS. 1980.
- with Frederick M. Goodman and Pierre de la Harpe: . Springer-Verlag. 1989.[9]
- . AMS. 1991.[10]
- with V. S. Sunder: . Cambridge University Press. 1997.

## 引用
1. ↑  . 2020-09-08  [2020-09-09]. （原始内容存档于2021-08-31） （英语）.
2. ↑  .   [2017-02-08]. （原始内容存档于2016-04-26）.
3. ↑  .   [2017-02-08]. （原始内容存档于2020-08-03）.
4. ↑  .   [2017-02-08]. （原始内容存档于2015-12-22）.
5. ↑  . Royal Society.   [5 November 2010]. （原始内容存档于2010-10-07）.
6. ↑  "The Queen's Birthday and Golden Jubilee Honours 2002" （页面存档备份，存于） (5 June 2002) 57 New Zealand Gazette 1553.
7. ↑  Special Honours List （页面存档备份，存于） (12 August 2009) 118 New Zealand Gazette 2691
8. ↑  List of Fellows of the American Mathematical Society （页面存档备份，存于）, retrieved 26 January 2013.
9. ↑  Birman, Joan S. . Bull. Amer. Math. Soc. (N.S.). 1991, 25 (1): 195–199  [2017-02-08]. doi:10.1090/s0273-0979-1991-16063-5. （原始内容存档于2019-06-08）.
10. ↑  Kauffman, Louis H. . Bull. Amer. Math. Soc. (N.S.). 1994, 31 (1): 147–154  [2017-02-08]. doi:10.1090/s0273-0979-1994-00509-9. （原始内容存档于2019-06-08）.